# أبهيناف شوكلا
أبهيناف شوكلا (ولد في 27 سبتمبر 1982) عارض أزياء وممثل تلفزيوني وسينمائي هندي.

## وصلات خارجية
- أبهيناف شوكلا على موقع IMDb (الإنجليزية)
- أبهيناف شوكلا على موقع قاعدة بيانات الفيلم (الإنجليزية)